# 焚吐
焚吐（たくと、1997年2月20日 - ）は、日本のミュージシャン、歌手、ソングライター、作曲家。2人組ユニット「Only this time」のメンバー。東京都出身。2022年までは音楽制作会社のビーイングに所属していた。

## 来歴
小学4年生の頃にギターに目覚め、その1年後には作詞作曲を始めており、ストックはすでに100曲にのぼるという。
2012年にはビーイング主催のオーディション「トレジャーハント〜ビーイングオーディション2012〜」に参加し、審査特別賞を受賞している。
2015年12月2日にTBS系テレビアニメ『ヤング ブラック・ジャック』のエンディングテーマ「オールカテゴライズ」でデビュー。
2016年5月4日に発売した2枚目のシングル「ふたりの秒針」の表題曲は、同年4月16日より日テレ系テレビアニメ『名探偵コナン』のエンディングテーマに起用された。
2016年7月7日からは無料デジタル放送i-dioの高音質音楽チャンネルTS ONEの番組『MUSIC ARROWS』の木曜レギュラーパーソナリティを務めている。
2016年7月21日、初のワンマンライブとなる「リアルライブ・カプセルVol.0」を新宿のZirco Tokyoで開催し、翌7月22日には「人生は名状し難い」がタワーレコード池袋店で限定リリースされ、8月1日からはパルコのWebショップ「カエルパルコ」でも販売が開始された。また、本作のリリースを記念して7月22日から8月31日まで、東京にあるP'PARCO1階のイベントスペースにて、20日間で1日3公演の計60公演を行うアコースティックライブ「ノンブレス・ノンリプレスライブ」を開催した。
2016年10月26日にはミニアルバム「トーキョーカオスe.p.」が発売され、収録曲の「クライマックス」はTBS系列の音楽番組『CDTV』の10月度エンディングテーマとなった。
また、2016年11月4日には2回目のワンマンライブとなる「リアルライブ・カプセルVol.1」が池袋のRUIDO K3で開催された。
2017年2月8日には、1stアルバム「スケープゴート」が発売され、収録曲「夢負い人」はテレビ東京系アニメ『闇芝居 四期』のエンディングテーマとなっている。
2019年、宮川大聖とのユニットOnly this timeを結成。7月3日にシングル「ANSWER」（名探偵コナンオープニングテーマ）をリリース。
2022年、Twitterアカウント、公式ホームページなどが削除され、Being official websiteにおいてother artistカテゴリーに入った。

## 人物
東京生まれ池袋育ち。「山派ですか海派ですか」との質問に「家派」と答えている。一人ラウンドワンをしたことがある。
長嶋茂雄と誕生日が同じという理由だけで、野球を始めたが、それをどうしても辞めたくなり、ギターを始めた。理由は、ギターを演奏するためには指に怪我を負うことが出来ないが、野球をやっていれば、指に怪我を負う確率が高く、野球を辞める口実にも出来るため。
最初にきちんと音楽を意識して聴いたのは、『ミュージックステーション』の年末特番にYUIが出演していたときで、ギターを始めて一ヶ月くらいの頃だった。ボーカロイドも好きでピノキオPやDECO*27、じんや米津玄師の曲を好んでおり、自身も鏡音リン・レンとIAを使っている。

## ディスコグラフィ

### シングル
|     | 発売日         | タイトル           | 規格品番                                                      | 備考                                              |
| --- | -------------- | ------------------ | ------------------------------------------------------------- | ------------------------------------------------- |
| 1st | 2015年12月2日  | オールカテゴライズ | JBCZ-6033:初回限定盤 JBCZ-6034:通常盤                         | オリコン最高100位                                 |
| 2nd | 2016年5月4日   | ふたりの秒針       | JBCZ-6046:限定生産盤 JBCZ-6045:通常盤                         | オリコン最高47位                                  |
| 3rd | 2016年7月22日  | 人生は名状し難い   | ZCL-027                                                       | タワーレコード池袋店限定盤 オリコン最高200位 廃盤 |
| 4th | 2018年2月14日  | 神風エクスプレス   | JBCZ-6074 :初回限定盤 JBCZ-4039 :通常盤 JBCZ-6075 :限定生産盤 | 「焚吐×みやかわくん」名義 オリコン最高16位        |
| 5th | 2018年10月31日 | 量産型ティーン     | JBCZ-4046:初回限定盤 JBCZ-4047:通常盤 JBCZ-4047:Tシャツ盤     | オリコン最高38位                                  |

### ミニアルバム
|     | 発売日         | タイトル             | 規格品番  | 備考              |
| --- | -------------- | -------------------- | --------- | ----------------- |
| 1st | 2016年10月26日 | トーキョーカオスe.p. | JBCZ-4026 | オリコン最高147位 |
| 2nd | 2018年5月23日  | 呪いが解けた日       | JBCZ-9079 | オリコン最高38位  |

### アルバム
|     | 発売日        | タイトル           | 規格品番                              | 備考              |
| --- | ------------- | ------------------ | ------------------------------------- | ----------------- |
| 1st | 2017年2月8日  | スケープゴート     | JBCZ-9049:初回限定盤 JBCZ-9050:通常盤 | オリコン最高125位 |
| 2nd | 2019年2月20日 | 死にながら生きたい | JBCZ-9098:初回限定盤 JBCZ-9099:通常盤 | オリコン最高45位  |

## ミュージックビデオ
| 監督         | 曲名                                                                            |
| ------------ | ------------------------------------------------------------------------------- |
| 江原慎太郎   | 「ふたりの秒針」                                                                |
| 柿本ケンサク | 「オールカテゴライズ」                                                          |
| りゅうせー   | 「てっぺん底辺」 「子捨て山」 「僕は君のアジテーターじゃない」 「ナンバーツー」 |
| 小嶋貴之     | 「クライマックス」                                                              |

## 楽曲提供
| 発売日        | 収録先        | アーティスト | タイトル         |
| ------------- | ------------- | ------------ | ---------------- |
| 2019年3月20日 | 闇鍋          | みゆはん     | 教えてステファン |
| 2019年5月22日 | SYM-BOLIC XXX | VALSHE       | 空腹             |
| 2019年8月7日  | CHANGE        | 橋本裕太     | 宇宙になるんだよ |

## 主なライブ
- 2015年11月29日 - MITSUBACHI FES 2015 in TOKYO
- 2016年5月3日 - FM802 FUNKY MARKET
- 2016年6月5日 - SAKAE SP-RING 2016
- 2016年10月9日 - MINAMI WHEEL 2016
- 2016年11月4日 - リアルライブ・カプセル Vol.1
- 2016年11月19日 - 関西地区ニッポンカオス番外編公演
- 2016年12月11日 - 梅田スノーマンフェスティバル2016
- 2016年11月12日〜2017年2月5日 - Music Caravan2016 in冬スポ
- 2017年1月7日 - NewYear NewwaveLive
- 2017年1月8日 - 40minutes ALL!!
- 2017年2月25日・2月26日・3月5日 - リアルライブ・カプセル vol.2
- 2017年3月23日 - Coming Newt2017
- 2017年6月3日・6月4日 - SAKAESP-RING2017
- 2017年9月20日 - 焚吐×みやかわくんツーマンライブ 「神風エクスプレス」
- 2017年10月8日 - Eggs presents FM802 MINAMI WHEEL 2017
- 2017年11月3日 - 焚吐弾き語りワンマンライブ『カイキとカイシ』
- 2017年11月4日 - 焚吐弾き語りワンマンライブ『カイキとカイシ』追加公演
- 2017年12月28日 - COUNTDOWN JAPAN 17/18
- 2018年7月27日・7月28日・7月31日 - リアルライブ・カプセルvol.3 〜解放運動〜
- 2018年8月17日 - 『超☆汐留パラダイス！-2018SUMMER-』
- 2018年10月21日 - 愛フェス2018
- 2018年11月2日 - 東海大学清水キャンパス 第38回海洋祭
- 2018年11月11日 - 山梨県立大学飯田キャンパス 第12回富桜祭
- 2018年11月26日 - 焚吐 3周年記念ライブ〜リ・リ・リボーン〜
- 2019年1月13日 - みやかわくん「大新年祭2019」
- 2019年3月16日・3月17日・3月22日 - リアルライブ・カプセルvol.4 〜矛盾の旅〜

## 出演

### ラジオ
- 『MUSIC ARROWS 〜僕の声、ちゃんと聞こえてますか？〜』（2016年7月7日 - 2017年6月29日、TS ONE）
- 『MUSIC ARROWS 〜僕の声、ちゃんと聞こえてますか？再び〜』（2018年3月1日 - 2018年3月30日、TS ONE）

## タイアップ一覧
| 楽曲               | タイアップ                                                         |
| ------------------ | ------------------------------------------------------------------ |
| オールカテゴライズ | TBS系アニメ『ヤング ブラック・ジャック』のエンディングテーマ       |
| オールカテゴライズ | 読売テレビ『音力−ONCHIKA−』2月度エンディング曲                     |
| ふたりの秒針       | 読売テレビ・日本テレビ系アニメ『名探偵コナン』のエンディングテーマ |
| 神風エクスプレス   | 読売テレビ・日本テレビ系アニメ『名探偵コナン』のエンディングテーマ |
| ANSWER             | 読売テレビ・日本テレビ系アニメ『名探偵コナン』のオープニングテーマ |
| クライマックス     | TBS系「CDTV」10月度エンディングテーマ                              |
| 夢負い人           | テレビ東京系「闇芝居 四期」エンディングテーマ                      |
| ハイパールーキー   | NHK-FM「ミュージックライン」2017年2・3月度オープニングテーマ       |
| 時速40000kmの孤独  | NHK-FM「ミュージックライン」2018年6・7月度オープニングテーマ       |
| 量産型ティーン     | 「Break Out」2018年11月度エンディングテーマ                        |